# Іванчук Микола Васильович
Мико́ла Васи́льович Іванчу́к (рос. Николай Васильевич Иванчук; * 14 вересня 1938, Кам'янець-Подільський) — російський філософ українського походження. Доктор філософських наук. Професор.

## Біографія
Микола Іванчук народився 14 вересня 1938 року в Кам'янці-Подільському. 1960 року закінчив філософський факультет Московського університету.
1966 року закінчив аспірантуру при Уральському державному університеті.
Викладав філософію в Карагандинському політехнічному інституті та на заводі-втузі при Карагандинському металургійному заводі.
У 1966—1979 роках — старший викладач, доцент на кафедрі історичного матеріалізму Уральського університету.
У 1979—1990 роках — завідувач кафедри філософії та наукового комунізму Свердловського гірничого інституту.
Від червня 1992 року — завідувач кафедри історії та політології Уральського кадрового центру (Єкатеринбург).

## Наукова діяльнсть
1980 року Микола Іванчук захистив докторську дисертацію «Формування потреб особи як соціально-історичний процес».
Іванчук розробляє філософські та соціологічні проблеми потреб індивіда та соціальних груп, соціального керування. При цьому потреби розглядаються як об'єктивно-суб'єктивне явище, як цілісна система зі складними взаємозв'язками між її елементами.
Іванчук досліджує критерії розумності потреб особи, їх конкретно-історичний характер, механізми деформації потреб, маніпулювання ними в сучасному суспільстві. Іванчук показує, що одним із ключових аспектів вивчення потреб є розкриття та використання їх потенціалу стимулювати та мобілізувати людину.

## Основні публікації
- Социологические проблемы изучения потребностей. — Свердловск, 1975.
- Потребности социалистической личности. — Москва: Мысль, 1986. — 192 с.
- Вина: ее место и роль в марксистской и религиозной идеологии // Отношение человека к иррациональному. — Свердловск, 1989.
- Проблема манипулирования: философско-социологический и практический аспект (на примере США) // Современное обществознание Запада: методологические проблемы исследования. — Свердловск, 1990.
- Политика как вид социального бытия. — Екатеринбург, 1993.
- История политических и правовых учений: Учебное пособие. — Екатеринбург, 1998.